# Ресор државне безбједности (Република Српска)
Ресор државне безбједности (РДБ) вршио је послове и задатке државне безбједности у Министарству унутрашњих послова Републике Српске од 1992. до 1998. године.

## Историја
Законом о унутрашњим пословима, који је донијела Народна скупштина на сједници од 28. фебруара 1992, уређено је Министарство унутрашњих послова које је у свом саставу имало двије службе: Службу јавне безбједности и Службу националне безбједности. Министарство је изван свог сједишта имало центре служби безбједности као подручне јединице, а у њиховом саставу за подручје општине образовала се станица јавне безбједности.
Законом о измјенама и допунама Закона о унутрашњим пословима, који је донијела Народна скупштина на сједници од 30. децембра 1993, одређени су називи Ресор јавне безбједности и Ресор државне безбједности. Такође, дотадашњи назив „милиција“ промијењен је у „полиција“. Формирани су одвојени центри јавне безбједности и центри државне безбједности као подручне јединице.
Послијератним Законом о унутрашњим пословима (1997) послове и задатке јавне безбједности је непосредно вршило Министарство док је задржан посебно организован Ресор државне безбједности. Новим Законом о унутрашњим пословима (1998) послови и задаци државне безбједности су издвојени изван Министарства. Основана је Обавјештајно-безбједносна служба Републике Српске као посебан републички орган за обавјештајни и контраобавјештајни рад са сједиштем у сједишту предсједника Републике (1998—2004).

## Организација
Ресором државне безбједности је руководио помоћник министра (руководилац Ресора) који је био одговоран министру унутрашњих послова. Ресор је ван свог сједишта имао центре државне безбједности као подручне организационе јединице.
Помоћника министра (руководиоца Ресора, начелника Службе) именовала и разрјешавала је Влада Републике Српске својим рјешењем.